# 乔治·布朗
乔治·拉夫·布朗（英語：George Raff Brown，1935年10月30日—），美国NBA联盟职业篮球运动员。他在1957年的NBA选秀中第4轮第27顺位被明尼阿波利斯湖人选中。